# Béatrice Piron
Béatrice Piron (ur. 30 sierpnia 1965 r. w Martigues) – francuska polityk reprezentująca partię La République En Marche! W wyborach parlamentarnych w czerwcu 2017 r. została wybrana do francuskiego Zgromadzenia Narodowego, w którym reprezentuje departament Yvelines.